# IC 1459
IC 1459 (nota anche con il nome di IC 5265) è una galassia ellittica distante 21,1 Mpc (circa 68,8 milioni di anni luce) dalla Terra situata nella costellazione della Gru al confine con il Pesce Australe e lo Scultore.
È un oggetto di undicesima magnitudine di forma mediamente allungata, tanto da essere classificata di tipo E3. Lo spettro delle sue regioni nucleari evidenzia una bassa ionizzazione, tipica delle galassie LINER.

## Osservazione
È possibile osservarla con un piccolo telescopio di apertura compresa tra i 115 mm e i 125 mm.

## Gruppo di galassie
IC 1459 è il membro principale di un piccolo gruppo di galassie formato per lo più da galassie spirali.
Nelle sue vicinanze si trovano le galassie spirali barrate NGC 7410 (di tipo SBa), NGC 7418 (SBc) e infine IC 2559 (SBc), il più grande dei quattro oggetti menzionati, ma non il più esteso.